# Buire-sur-l'Ancre
Buire-sur-l'Ancre är en kommun i departementet Somme i regionen Hauts-de-France i norra Frankrike. Kommunen ligger i kantonen Albert som tillhör arrondissementet Péronne. År 2022 hade Buire-sur-l'Ancre 296 invånare.

## Befolkningsutveckling
Antalet invånare i kommunen Buire-sur-l'Ancre
| Referens: INSEE |